# IC 3365
IC 3365 ist eine irreguläre Galaxie vom Hubble-Typ Im im Sternbild Coma Berenices am Nordsternhimmel. Sie ist schätzungsweise 103 Millionen Lichtjahre von der Milchstraße entfernt.
Das Objekt wurde am 7. Mai 1904 von Royal Harwood Frost entdeckt.